# Sclethrus
Sclethrus is een kevergeslacht uit de familie van de boktorren (Cerambycidae). De wetenschappelijke naam van het geslacht werd voor het eerst geldig gepubliceerd in 1842 door Newman.

## Soorten
Sclethrus omvat de volgende soorten:
- Sclethrus amoenus (Gory, 1833)
- Sclethrus borneensis Han & Niisato, 2009
- Sclethrus malayanus Han & Niisato, 2009
- Sclethrus mirabilis Han & Niisato, 2009
- Sclethrus newmani Chevrolat, 1863
- Sclethrus ohbayashii Han & Niisato, 2009
- Sclethrus satoi Han & Niisato, 2009
- Sclethrus stenocylindrus Fairmaire, 1895
- Sclethrus sumatrensis Han & Niisato, 2009